# Soendadwerguil
De soendadwerguil  (Taenioptynx sylvaticus synoniem: Glaucidium sylvaticum) is een vogel uit de familie van de uilen. Deze dwerguil komt voor op de Grote Soenda-eilanden. De vogel werd in 1850 door de Franse vogelkundige Charles Lucien Bonaparte als Strix sylvatica geldig beschreven. Daarna werd de soort lang als ondersoort van de gekraagde dwerguil (T. brodiei) opgevat, maar op grond van onderzoek naar de geluiden, dat in 2019 werd gepubliceerd, afgesplitst als aparte soort.

## Verspreiding en leefgebied
Deze soort komt voor in de bergen van Sumatra en Borneo en telt twee ondersoorten:
- T.  s. sylvaticus: Sumatra.
- T.  s. borneense: Borneo.